# Ansiães
Ansiães ist eine Gemeinde im Norden Portugals
Ansiães gehört zum Kreis Amarante im Distrikt Porto, besitzt eine Fläche von 27,2 km² und hat 516 Einwohner (Stand 19. April 2021).